# Lantana: donde nace el instinto
Lantana: donde nace el instinto es una novela de terror escrita por Darío Vilas Couselo y publicada por Dolmen Editorial dentro de su Línea Z.
Se trata de una precuela de su anterior novela de zombis Instinto de superviviente.
Está prologada por Ignacio Cid Hermoso.
En mayo de 2021, el sello editorial Mentiras Necesarias reeditó la novela en formato de bolsillo.

## Argumento
La acción se desarrolla en la ficticia ciudad de Lantana, un reducto de prosperidad en medio de un país en crisis. Allí llega Nacho, el protagonista, con una promesa de empleo.
En Lantana se verá inmerso en una situación que escapa a la lógica y que parece estar relacionado con el profundo pozo que unos científicos han perforado en el colindante desierto de Perlada.